# نادي الدبس
نادي الدبس الرياضي هو فريق كرة قدم عراقي يقع في منطقة الدبس، كركوك. تأسس عام 1991. يلعب في الدوري العراقي الدرجة الثانية.